# قوزان‌لی
قوزان‌لی (به زبان لاتین: Quzanlı) یک منطقه مسکونی در جمهوری آذربایجان است که در شهرستان آق‌دام واقع شده است. قوزان‌لی ۱۳۰۰۲ نفر جمعیت دارد.